# Gala (sockenhuvudort i Kina, Tibet Autonomous Region, lat 28,26, long 89,38)
Gala (kinesiska: 嘎拉, Galaxia, 嘎拉夏, 嘎拉乡) är en sockenhuvudort i Kina. Den ligger i den autonoma regionen Tibet, i den sydvästra delen av landet, omkring 230 kilometer sydväst om regionhuvudstaden Lhasa. Antalet invånare är 3 404. Befolkningen består av 1 649 kvinnor och 1 755 män. Barn under 15 år utgör 25,0 %, vuxna 15-64 år 69 %, och äldre över 65 år 4,0 %.
Runt Gala är det mycket glesbefolkat, med 3 invånare per kvadratkilometer. Det finns inga andra samhällen i närheten. Trakten runt Gala består i huvudsak av gräsmarker.
Genomsnittlig årsnederbörd är 945 millimeter. Den regnigaste månaden är juli, med i genomsnitt 216 mm nederbörd, och den torraste är december, med 8 mm nederbörd.